# George K. Kunowsky
Georg Karl Friedrich Kunowsky (1786 - 23 de diciembre de 1846) fue un abogado y astrónomo aficionado alemán.

## Trabajos astronómicos
Realizó numerosas observaciones del planeta Marte con un telescopio refractor de 11 cm fabricado por el destacado astrónomo y físico Joseph von Fraunhofer. Fue una de las primeras veces que se usaba un refractor acromático para la observación planetaria, mejorando notablemente respecto a los reflectores anteriores.
Al igual que William Herschel, Kunowsky también llegó a la conclusión, que posteriormente se confirmó, de que los parches visibles en Marte eran elementos del asociados al terreno en lugar de ser nubes u otras características transitorias. Observadores como Johann Hieronymus Schröter llegaron a la conclusión opuesta.
Kunowsky también realizó diversas observaciones la Luna, y fue uno de los astrónomos en descubrir de manera independiente el regreso del Cometa Halley en 1835.

## Eponimia
- Tras su muerte, en 1973, la Unión Astronómica Internacional aprobó poner su nombre en un cráter del planeta Marte, conocido como Kunowsky.[1]
- El cráter lunar Kunowsky también lleva este nombre en su honor.